# 231486 Capefearrock
231486 Capefearrock è un asteroide della fascia principale. Scoperto nel 2008, presenta un'orbita caratterizzata da un semiasse maggiore pari a 2,2478536 UA e da un'eccentricità di 0,1944334, inclinata di 4,86702° rispetto all'eclittica.
L'asteroide è dedicato a Cape Fear Rock, toponimo presso Fayetteville, che dà il nome alla scuola dove insegna il secondo scopritore.